# Helsinki
Helsinki (/ˈhɛlsɪŋki, hɛlˈsɪŋki/; tiếng Phần Lan: [ˈhelsiŋki] ⓘ; tiếng Thụy Điển: Helsingfors phát âm tiếng Thụy Điển: [hɛlsɪŋˈfɔrsː]) là thủ đô, đồng thời là thành phố đông dân nhất của Phần Lan với số dân 648,650 người. Tọa lạc bên bờ vịnh Phần Lan, thành phố là trung tâm của vùng Uusimaa. Toàn khu vực đô thị Helsinki có số dân 1,268,296 người. Helsinki không chỉ là vùng tập trung đông dân cư nhất, mà còn là trung tâm chính trị, giáo dục, tài chính, văn hóa và nghiên cứu của Phần Lan. Helsinki cách Tallinn 80 kilômét (50 mi) về phía Bắc, cách Stockholm 400 km (250 mi) về phía Đông, và cách Saint Petersburg 390 km (240 mi) về phía Tây. Bốn thành phố này cũng có quan hệ mật thiết về mặt lịch sử với nhau.
Helsinki, cùng 3 thành phố Espoo, Vantaa, Kauniainen, và các đô thị vệ tinh, hợp thành Vùng Thủ đô. Đây thường được coi là siêu đô thị duy nhất của Phần Lan và là thành phố với số dân trên 1 triệu người nằm xa nhất về phía Bắc của thế giới. Helsinki cũng là thủ đô nằm xa nhất về cực Bắc của Liên minh châu Âu. Helsinki là thành phố lớn thứ ba của vùng Bắc Âu, sau Stockholm và Oslo. Sân bay Helsinki, nằm ở thành phố Vantaa, có nhiều chuyến bay tới cả châu Âu và châu Á.
Helsinki được chọn là World Design Capital vào năm 2012, đăng cai Thế vận hội mùa hè năm 1952, và đăng cai Eurovision lần thứ 52 năm 2007.
Helsinki là một trong những thành phố có mức sống cao nhất thế giới. Năm 2011, tạp chí Monocle của Anh xếp Helsinki là thành phố đáng sống nhất trên toàn cầu. Helsinki cũng xếp thứ 9 trong danh sách 140 thành phố có mức sống tốt nhất theo cuộc khảo sát năm 2016 của Economist Intelligence Unit.

## Tên gọi
Theo một giả thuyết đưa ra năm 1630, những di dân từ vùng Hälsingland ở miền trung Thụy Điển đã đến sống ở khu vực mà hiện nay là sông Vantaa. Họ đã gọi khu vực này này là Helsingå ("sông Helsinge") rồi sau đó là làng Helsinge vào khoảng thế kỷ 14. Tuy nhiên giả thuyết này còn nhiều điểm nghi vấn, vì những nghiên cứu gần đây cho thấy những di dân đầu tiên đến khu vực này nhiều khả năng là từ vùng Uppland chứ không phải Hälsingland. Một giả thuyết khác cho rằng tên gọi của thành phố bắt nguồn từ tiếng Thụy Điển, từ helsing có nghĩa là "cái cổ", dùng để miêu tả vùng hạ lưu của sông Vantaa thu hẹp lại như một cái cổ. Nhiều thành phố trong vùng Scandinavia với địa hình tương tự cũng có những cái tên giống với Helsinki, chẳng hạn như Helsingør ở Đan Mạch hay Helsingborg ở Thụy Điển.
Năm 1548, một ngôi làng mà hiện nay là quận Vanhankaupunginkoski được thành lập với tên gọi Helsinge fors, nghĩa là "vùng thác của sông Helsinge". Dần dần, tên gọi này được rút gọn thành Helsinge hay Helsing, trước khi trở thành tên thành phố hiện nay.
Tên gọi Helsinki được dùng chính thức trong tài liệu chính phủ và báo chí Phần Lan từ năm 1819 khi Quốc hội Phần Lan quyết định dời thủ đô từ Turku về khu vực này. Nghị định dời đô được ký kết với địa điểm xác định là Helsinki, đánh dấu lần đầu tiên cái tên này được sử dụng. Trong tiếng Nga, thành phố được gọi là Gelsingfors.
Hiện nay, theo phương ngữ của Helsinki, thành phố thỉnh thoảng được gọi là Stadi (bắt nguồn từ tiếng Thụy Điển, stad nghĩa là "thành phố"). Một tên gọi thân mật khác là Hesa (viết tắt của Helsinki) nhưng không được dân địa phương sử dụng. Trong tiếng Sami, thành phố có tên là Helsset.

## Lịch sử
- Nước Nga Sa hoàng 1713–1721
- Thụy Điển 1721–1742
- Đế quốc Nga 1742–1743
- Thụy Điển 1743–1808
- Đại Công quốc Phần Lan (Đế quốc Nga) 1809–1917
- Phần Lan 1917–1918
- Cộng hòa Công nhân Xã hội chủ nghĩa Phần Lan 1918

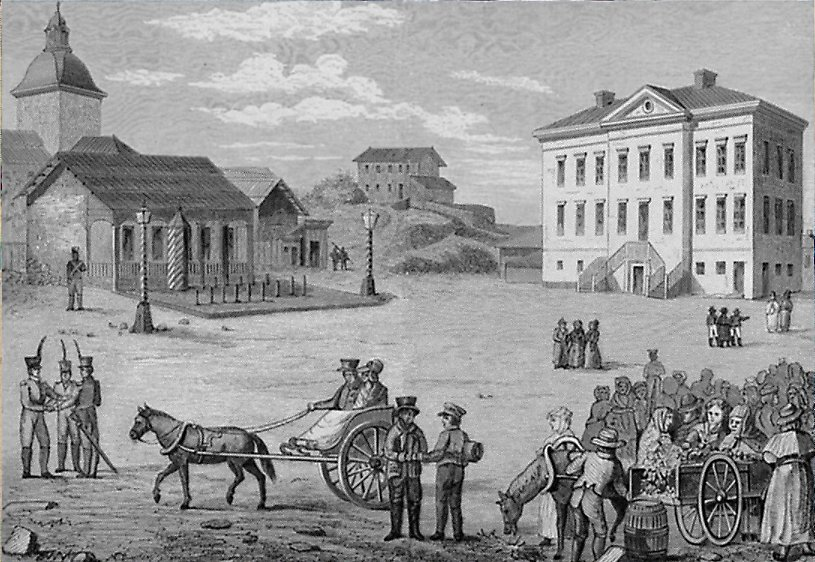
Trung tâm Helsinki năm 1820 trước khi tái thiết. Tranh vẽ của Carl Ludvig Engel.

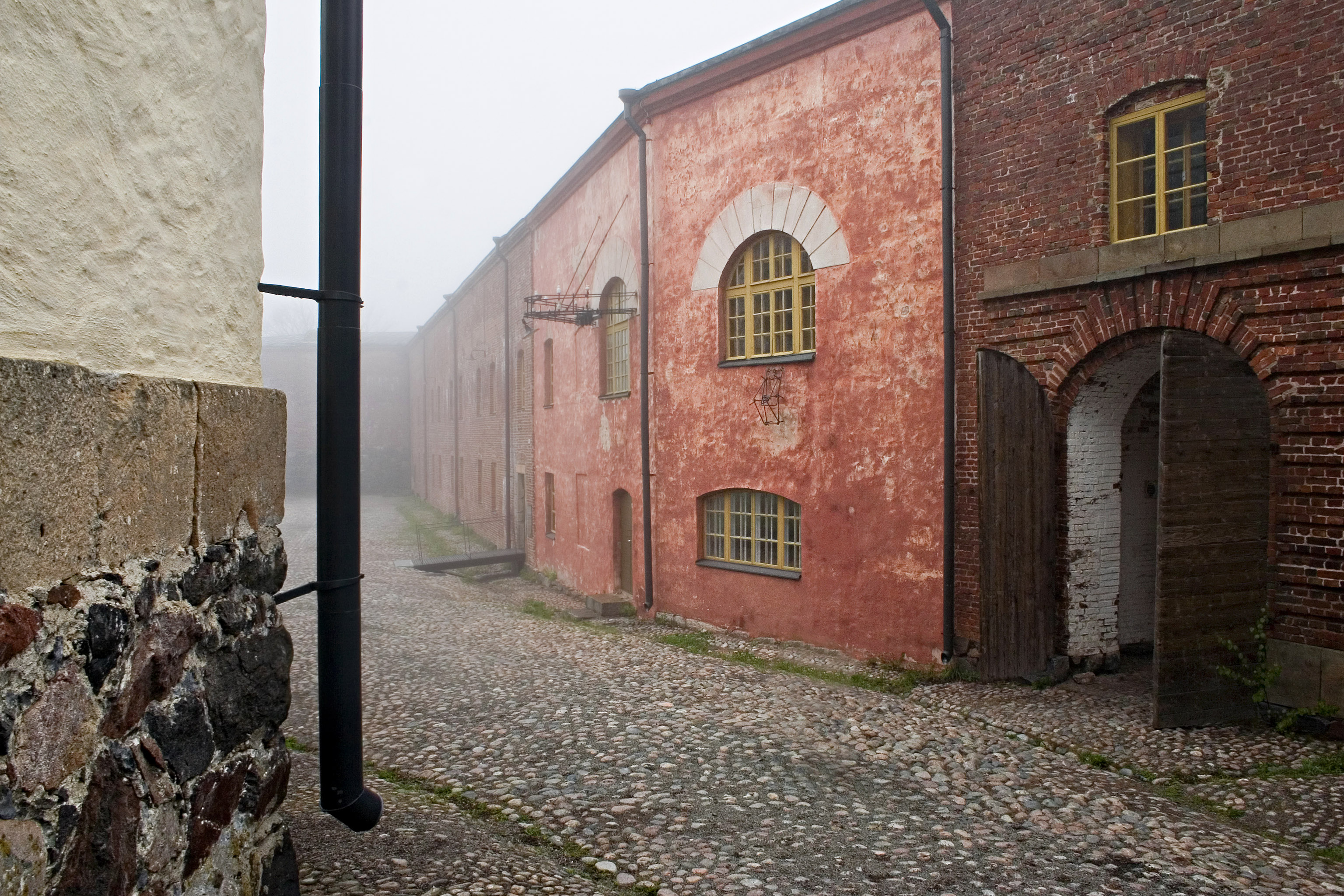
Pháo đài Suomenlinna bắt đầu được xây dựng từ thế kỷ 18.

- Phần Lan 1918–hiện nay

### Thời kỳ sơ khai
Người Tavastians đã sống ở khu vực hiện nay là Helsinki từ thời Đồ Sắt, chủ yếu bằng nghề săn bắn và đánh cá, tuy nhiên khó có thể khẳng định mức độ định cư của họ do thiếu bằng chứng khảo cổ. Các phân tích dựa trên hạt giống cho thấy người Tavastians đã bắt đầu trồng trọt từ thế kỷ thứ 10, trong khi các ghi chép sớm nhất về cư dân ở đây là từ thế kỷ 14. Từ cuối thế kỷ 13, khu vực này chịu sự đô hộ của Đế quốc Thụy Điển sau thành công của cuộc chinh phạt thứ 2 đã đánh bại người Tavastians.

### Sự thành lập Helsinki
Vua Thụy Điển Gustav I thành lập Helsingfors năm 1550 như một thị trấn thương mại để cạnh tranh với thành phố Reval (hiện nay là Tallinn) ở phía Nam. Tuy nhiên kế hoạch này không thành công do chiến tranh, bệnh dịch và nghèo đói khiến trong nhiều năm tiếp theo Helsinki chỉ là một thị trấn nhỏ. Nạn đói năm 1710 đã giết chết phần lớn dân cư của Helsinki. Việc xây dựng pháo đài biển Suomenlinna trong thế kỷ 18 giúp tình hình khởi sắc hơn đôi chút, nhưng phải cho tới khi Nga đánh bại Thụy Điển trong chiến tranh Phần Lan và trao quyền tự trị cho thành phố thì Helsinki mới bắt đầu bước vào thời kỳ phát triển thịnh vượng. Nga đã bao vây Suomelinna, cùng một trận cháy lớn thiêu tụi một phần ba thành phố vào năm 1808.
Hoàng đế Nga Alexander I chuyển thủ đô của Phần Lan từ Turku về Helsinki năm 1812 nhằm làm giảm sự ảnh hưởng của Thụy Điển và cũng để thủ đô Phần Lan gần Saint Petersburg hơn. Sau trận hỏa hoạn lớn ở Turku năm 2827, trường đại học duy nhất lúc bấy giờ của Phần Lan là Học viện Hoàng gia Turku cũng được chuyển về Helsinki và trở thành Trường đại học Helsinki hiện nay. Sự kiện này giúp củng cố vai trò của Helsinki, đồng thời là cột mốc quan trọng trong quá trình phát triển của thành phố. Ảnh hưởng của giai đoạn này vẫn còn hiện diện ở vùng nội ô Helsinki, với những tòa nhà được xây dựng theo phong cách Tân cổ điển tương tự như ở Saint Petersburg. Sự phát triển của khoa học kỹ thuật như đường sắt và công nghiệp hóa cũng góp phần thúc đẩy sự lớn mạnh của Helsinki.

### Thế kỷ 20
Dù trải qua những biến động lớn như nội chiến Phần Lan và chiến tranh mùa đông với Liên Xô để lại nhiều hậu quả nặng nề, Helsinki vẫn giữ vững đà phát triển của mình. Sự kiện quan trọng nhất của giai đoạn này là Thế vận hội mùa hè được Helsinki đăng cai tổ chức năm 1952. Từ thập niên 70, Helsinki bắt đầu được đô thị hóa, dù chậm hơn phần còn lại của châu Âu nhưng cũng giúp tăng gấp 3 số dân so với trước đây. Một tuyến tàu điện ngầm cũng được xây dựng. Do phát triển trễ, Helsinki có mật độ dân cư thuộc hàng thưa nhất trong các đô thị lớn ở châu Âu.

## Địa lý

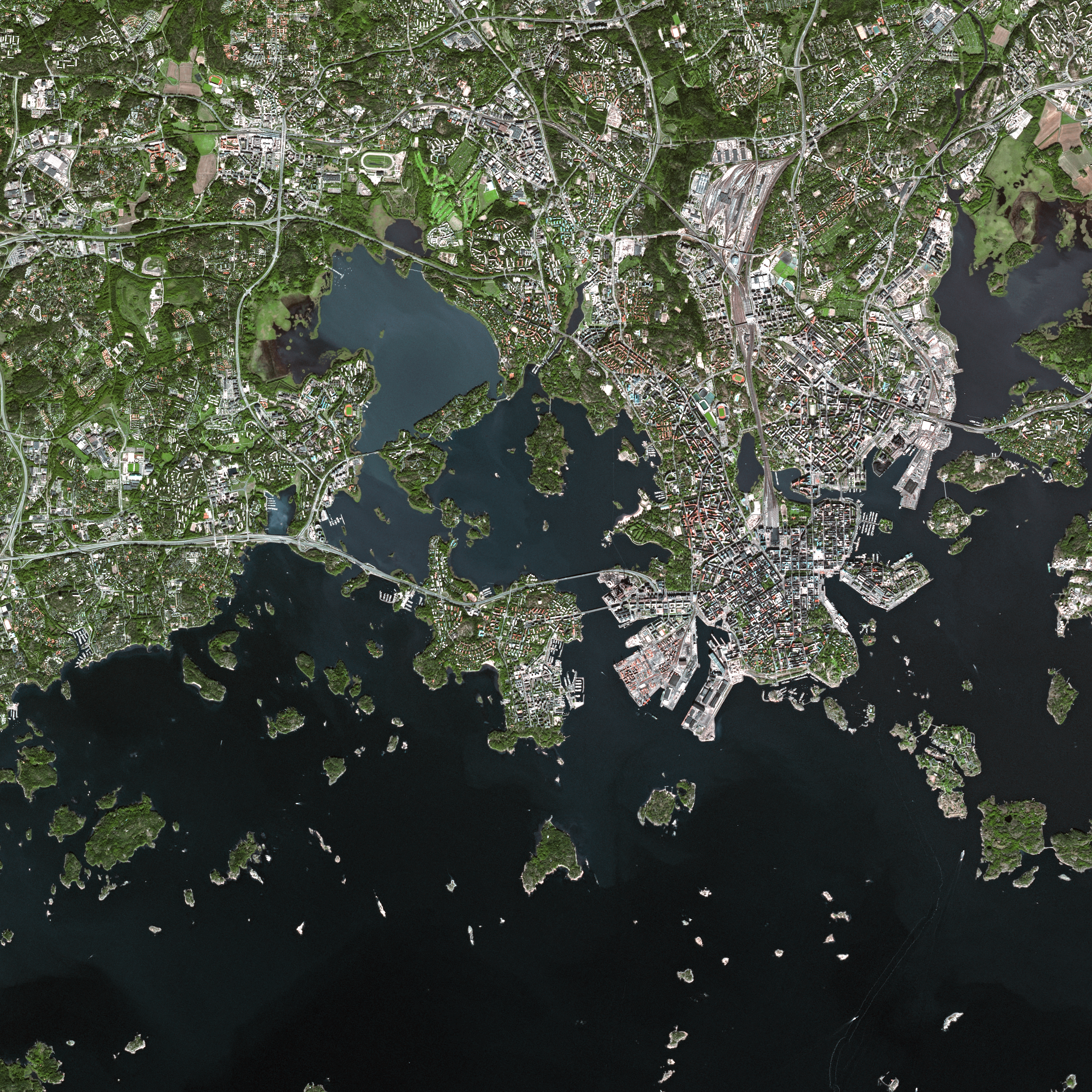
Một phần Espoo và Helsinki nhìn từ vệ tinh SPOT

Thường được gọi với cái tên "người con gái của biển Baltic", Helsinki nằm trên một rìa bán đảo lớn với 315 hòn đảo. Toàn khu vực nội ô nằm trên bán đảo Helsinginniemi (có nghĩa "bán đảo Helsinki"). Mật độ dân số trong khu vực trung tâm rất cao, có thể lên đến 16.494 người/km2 như ở quận Kalio. Tuy nhiên nếu tính chung toàn thành phố, Helsinki có mật độ dân số trung bình chỉ vào khoảng 3.050 người/km2. Vùng ngoại ô Helsinki chủ yếu là các khu vực dân cư thưa thớt xen kẽ rừng và công viên. Công viên trung tâm Helsinki kéo dài khoảng 10 km từ trung tâm tới tận rìa phía Bắc của thành phố. Cư dân của Helsinki sở hữu khoảng 11,000 chiếc thuyền và khoảng 14,000 héc ta diện tích mặt nước. Khoảng 60 loài cá có mặt trong các vùng hồ và vịnh biển của thành phố. Do đó, câu cá là một trong những hoạt động giải trí được ưa thích của cư dân địa phương.
Những hòn đảo lớn của Helsinki bao gồm Seurasaari, Vallisaari, Lauttasaari, và Korkeasaari. Korkeasaari cũng là nơi tọa lạc sở thú lớn nhất thành phố. Những hòn đảo quan trọng khác còn có Suomenlinna - nơi đặt pháo đài biển cùng tên, Santahamina - một căn cứ quân sự, và Isosaari. Đảo Pihlajasaari là một điểm nghỉ mát yêu thích vào mùa hè của giới đồng tính nam, giống như đảo Fire ở Thành phố New York.

### Vùng đô thị

Helsingin keskustaajama

Vùng đô thị Helsinki, hay còn gọi là Vùng Thủ đô (tiếng Phần Lan: Pääkaupunkiseutu, tiếng Thụy Điển: Huvudstadsregionen) gồm bốn đô thị: Helsinki, Espoo, Vantaa, và Kauniainen. Đây được coi là siêu đô thị duy nhất ở Phần Lan. Với dân số lên tới 1,1 triệu người, đây cũng là vùng có số lượng dân cư cao nhất. Toàn Vùng Thủ đô trải rộng trên diện tích 770 kilômét vuông với mật độ dân số 1418 người/km2. Với 20% dân số của cả nước tập trung trên chỉ 0,2% diện tích mặt đất, đây là vùng có mật độ nhà ở rất cao theo mức trung bình của Phần Lan.
Ngoài bốn thành phố chính, vùng thủ đô còn có mười đô thị vệ tinh, tổng cộng rộng 3.697 kilômét vuông (1.427 dặm vuông Anh) với hơn 1.4 triệu dân cư, có nghĩa một phần tư dân số của toàn Phần Lan sinh sống trong khu vực này. Đây cũng là vùng có mức độ sử dụng lao động cao nhất của cả nước với xấp xỉ 750,000 việc làm. Dù có dân số đông, khu vực vẫn dành một phần lớn diện tích cho cây xanh và các hoạt động giải trí ngoài trời. Vùng đô thị Helsinki là siêu đô thị nằm xa nhất về cực Bắc của thế giới, và là thủ đô cực Bắc của Liên minh châu Âu.

### Khí hậu
Helsinki có khí hậu lục địa ẩm ướt. Dù nằm gần Bắc Cực nhưng do ảnh hưởng từ biển Baltic và dòng hải lưu Bắc Đại Tây Dương, Helsinki có mùa đông ấm hơn bình thường, với nhiệt độ trung bình tháng Một và tháng Hai vào khoảng −5 °C (23 °F).
Nằm gần cực Nam của Phần Lan và có mức độ đô thị hóa cao, Helsinki có mùa đông ấm hơn phần còn lại của cả nước và cũng ngắn hơn. Chỉ vài lần trong năm nhiệt độ của thành phố xuống thấp hơn −20 °C (−4 °F). Tuy nhiên, cũng như các vùng cùng vĩ độ, mùa đông Helsinki có ngày rất ngắn. Vào thời điểm giữa mùa đông, mặt trời chỉ ló dạng trong 5 giờ 48 phút, đồng thời cũng rất thấp (chỉ khoảng 6 độ từ đường chân trời vào lúc giữa trưa). Thời tiết vào mùa đông cũng âm u với nhiều mây và sương mù, khiến quang cảnh trông càng tối tăm. Mặt khác, ngày vào mùa hè lại rất dài. Giữa mùa hè, mặt trời mọc liên tục trong 18 giờ 57 phút. Người Việt Nam thường gọi đây là "đêm trắng".
Nhiệt độ trung bình từ tháng Sáu tới tháng Tám vào khoảng 19 đến 22 °C (66 đến 72 °F). Do ảnh hưởng từ hải dương, mùa hè ở Helsinki có ban ngày mát mẻ hơn và ban đêm nóng hơn so với vùng sâu trong đất liền. Nhiệt độ cao nhất trong lịch sử thành phố là 31,6 °C (88,9 °F), ghi nhận vào ngày 18 tháng 7 năm 1945, và thấp nhất là −34,4 °C (−30 °F) vào ngày 10 tháng 1 năm 1987. Một kỷ lục không chính thức khác được ghi nhận là -35 vào tháng 12 năm 1876. Ở sân bay Helsinki, cách trung tâm thành phố 17 km về phía Bắc, nhiệt độ cao nhất được ghi nhận là 33,7 °C (92,7 °F) ngày 29 tháng 7 năm 2010, thấp nhất −35,9 °C (−33 °F) ngày 9 tháng 1 năm 1987. Vào mùa hè, đôi khi Helsinki cũng có bão.
| Dữ liệu khí hậu của Trung tâm Helsinki (Kaisaniemi) 1981-2010, ghi nhận từ 1900- hiện tại                                | Dữ liệu khí hậu của Trung tâm Helsinki (Kaisaniemi) 1981-2010, ghi nhận từ 1900- hiện tại | Dữ liệu khí hậu của Trung tâm Helsinki (Kaisaniemi) 1981-2010, ghi nhận từ 1900- hiện tại | Dữ liệu khí hậu của Trung tâm Helsinki (Kaisaniemi) 1981-2010, ghi nhận từ 1900- hiện tại | Dữ liệu khí hậu của Trung tâm Helsinki (Kaisaniemi) 1981-2010, ghi nhận từ 1900- hiện tại | Dữ liệu khí hậu của Trung tâm Helsinki (Kaisaniemi) 1981-2010, ghi nhận từ 1900- hiện tại | Dữ liệu khí hậu của Trung tâm Helsinki (Kaisaniemi) 1981-2010, ghi nhận từ 1900- hiện tại | Dữ liệu khí hậu của Trung tâm Helsinki (Kaisaniemi) 1981-2010, ghi nhận từ 1900- hiện tại | Dữ liệu khí hậu của Trung tâm Helsinki (Kaisaniemi) 1981-2010, ghi nhận từ 1900- hiện tại | Dữ liệu khí hậu của Trung tâm Helsinki (Kaisaniemi) 1981-2010, ghi nhận từ 1900- hiện tại | Dữ liệu khí hậu của Trung tâm Helsinki (Kaisaniemi) 1981-2010, ghi nhận từ 1900- hiện tại | Dữ liệu khí hậu của Trung tâm Helsinki (Kaisaniemi) 1981-2010, ghi nhận từ 1900- hiện tại | Dữ liệu khí hậu của Trung tâm Helsinki (Kaisaniemi) 1981-2010, ghi nhận từ 1900- hiện tại | Dữ liệu khí hậu của Trung tâm Helsinki (Kaisaniemi) 1981-2010, ghi nhận từ 1900- hiện tại |
| Tháng | 1                                                                                         | 2                                                                                         | 3                                                                                         | 4                                                                                         | 5                                                                                         | 6                                                                                         | 7                                                                                         | 8                                                                                         | 9                                                                                         | 10                                                                                        | 11                                                                                        | 12                                                                                        | Năm                                                                                       |
| --- | ----------------------------------------------------------------------------------------- | ----------------------------------------------------------------------------------------- | ----------------------------------------------------------------------------------------- | ----------------------------------------------------------------------------------------- | ----------------------------------------------------------------------------------------- | ----------------------------------------------------------------------------------------- | ----------------------------------------------------------------------------------------- | ----------------------------------------------------------------------------------------- | ----------------------------------------------------------------------------------------- | ----------------------------------------------------------------------------------------- | ----------------------------------------------------------------------------------------- | ----------------------------------------------------------------------------------------- | ----------------------------------------------------------------------------------------- |
| Cao kỉ lục °C (°F) | 8.5 (47.3)                                                                                | 10.3 (50.5)                                                                               | 15.1 (59.2)                                                                               | 21.9 (71.4)                                                                               | 27.6 (81.7)                                                                               | 30.9 (87.6)                                                                               | 31.6 (88.9)                                                                               | 31.2 (88.2)                                                                               | 26.2 (79.2)                                                                               | 17.6 (63.7)                                                                               | 13.4 (56.1)                                                                               | 10.5 (50.9)                                                                               | 31.6 (88.9)                                                                               |
| Trung bình ngày tối đa °C (°F)                                                                                           | −1.3 (29.7)                                                                               | −1.9 (28.6)                                                                               | 1.6 (34.9)                                                                                | 7.6 (45.7)                                                                                | 14.4 (57.9)                                                                               | 18.5 (65.3)                                                                               | 21.5 (70.7)                                                                               | 19.8 (67.6)                                                                               | 14.6 (58.3)                                                                               | 9.0 (48.2)                                                                                | 3.7 (38.7)                                                                                | 0.5 (32.9)                                                                                | 9.0 (48.2)                                                                                |
| Trung bình ngày °C (°F)                                                                                                  | −3.9 (25.0)                                                                               | −4.7 (23.5)                                                                               | −1.3 (29.7)                                                                               | 3.9 (39.0)                                                                                | 10.2 (50.4)                                                                               | 14.6 (58.3)                                                                               | 17.8 (64.0)                                                                               | 16.3 (61.3)                                                                               | 11.5 (52.7)                                                                               | 6.6 (43.9)                                                                                | 1.6 (34.9)                                                                                | −2 (28)                                                                                   | 5.9 (42.6)                                                                                |
| Tối thiểu trung bình ngày °C (°F)                                                                                        | −6.5 (20.3)                                                                               | −7.4 (18.7)                                                                               | −4.1 (24.6)                                                                               | 0.8 (33.4)                                                                                | 6.3 (43.3)                                                                                | 10.9 (51.6)                                                                               | 14.2 (57.6)                                                                               | 13.1 (55.6)                                                                               | 8.7 (47.7)                                                                                | 4.3 (39.7)                                                                                | −0.6 (30.9)                                                                               | −4.5 (23.9)                                                                               | 2.9 (37.2)                                                                                |
| Thấp kỉ lục °C (°F) | −34.4 (−29.9)                                                                             | −33 (−27)                                                                                 | −31.3 (−24.3)                                                                             | −19.8 (−3.6)                                                                              | −7 (19)                                                                                   | −0.5 (31.1)                                                                               | 4.9 (40.8)                                                                                | 2.1 (35.8)                                                                                | −4.5 (23.9)                                                                               | −13.9 (7.0)                                                                               | −25.5 (−13.9)                                                                             | −29.5 (−21.1)                                                                             | −34.4 (−29.9)                                                                             |
| Lượng Giáng thủy trung bình mm (inches)                                                                                  | 52 (2.0)                                                                                  | 36 (1.4)                                                                                  | 38 (1.5)                                                                                  | 32 (1.3)                                                                                  | 37 (1.5)                                                                                  | 57 (2.2)                                                                                  | 63 (2.5)                                                                                  | 80 (3.1)                                                                                  | 56 (2.2)                                                                                  | 76 (3.0)                                                                                  | 70 (2.8)                                                                                  | 58 (2.3)                                                                                  | 655 (25.8)                                                                                |
| Lượng tuyết rơi trung bình cm (inches)                                                                                   | 21 (8.3)                                                                                  | 23 (9.1)                                                                                  | 14 (5.5)                                                                                  | 0 (0)                                                                                     | 0 (0)                                                                                     | 0 (0)                                                                                     | 0 (0)                                                                                     | 0 (0)                                                                                     | 0 (0)                                                                                     | 0 (0)                                                                                     | 4 (1.6)                                                                                   | 12 (4.7)                                                                                  | 74 (29.2)                                                                                 |
| Số ngày mưa trung bình                                                                                                   | 19                                                                                        | 17                                                                                        | 15                                                                                        | 11                                                                                        | 11                                                                                        | 14                                                                                        | 12                                                                                        | 15                                                                                        | 14                                                                                        | 16                                                                                        | 18                                                                                        | 20                                                                                        | 182                                                                                       |
| Số giờ nắng trung bình tháng                                                                                             | 38                                                                                        | 70                                                                                        | 138                                                                                       | 194                                                                                       | 284                                                                                       | 297                                                                                       | 291                                                                                       | 238                                                                                       | 150                                                                                       | 93                                                                                        | 36                                                                                        | 29                                                                                        | 1.858                                                                                     |
| Nguồn: Climatological statistics for the normal period 1981–2010 (except the Records rows, which are 'all-time' records) |                                                                                           |                                                                                           |                                                                                           |                                                                                           |                                                                                           |                                                                                           |                                                                                           |                                                                                           |                                                                                           |                                                                                           |                                                                                           |                                                                                           |                                                                                           |

| Dữ liệu khí hậu của Helsinki Airport (Vantaa) 1981-2010 normals, records 1952- present. | Dữ liệu khí hậu của Helsinki Airport (Vantaa) 1981-2010 normals, records 1952- present. | Dữ liệu khí hậu của Helsinki Airport (Vantaa) 1981-2010 normals, records 1952- present. | Dữ liệu khí hậu của Helsinki Airport (Vantaa) 1981-2010 normals, records 1952- present. | Dữ liệu khí hậu của Helsinki Airport (Vantaa) 1981-2010 normals, records 1952- present. | Dữ liệu khí hậu của Helsinki Airport (Vantaa) 1981-2010 normals, records 1952- present. | Dữ liệu khí hậu của Helsinki Airport (Vantaa) 1981-2010 normals, records 1952- present. | Dữ liệu khí hậu của Helsinki Airport (Vantaa) 1981-2010 normals, records 1952- present. | Dữ liệu khí hậu của Helsinki Airport (Vantaa) 1981-2010 normals, records 1952- present. | Dữ liệu khí hậu của Helsinki Airport (Vantaa) 1981-2010 normals, records 1952- present. | Dữ liệu khí hậu của Helsinki Airport (Vantaa) 1981-2010 normals, records 1952- present. | Dữ liệu khí hậu của Helsinki Airport (Vantaa) 1981-2010 normals, records 1952- present. | Dữ liệu khí hậu của Helsinki Airport (Vantaa) 1981-2010 normals, records 1952- present. | Dữ liệu khí hậu của Helsinki Airport (Vantaa) 1981-2010 normals, records 1952- present. |
| Tháng                                                                                   | 1                                                                                       | 2                                                                                       | 3                                                                                       | 4                                                                                       | 5                                                                                       | 6                                                                                       | 7                                                                                       | 8                                                                                       | 9                                                                                       | 10                                                                                      | 11                                                                                      | 12                                                                                      | Năm                                                                                     |
| --------------------------------------------------------------------------------------- | --------------------------------------------------------------------------------------- | --------------------------------------------------------------------------------------- | --------------------------------------------------------------------------------------- | --------------------------------------------------------------------------------------- | --------------------------------------------------------------------------------------- | --------------------------------------------------------------------------------------- | --------------------------------------------------------------------------------------- | --------------------------------------------------------------------------------------- | --------------------------------------------------------------------------------------- | --------------------------------------------------------------------------------------- | --------------------------------------------------------------------------------------- | --------------------------------------------------------------------------------------- | --------------------------------------------------------------------------------------- |
| Cao kỉ lục °C (°F)                                                                      | 8.2 (46.8)                                                                              | 10.0 (50.0)                                                                             | 17.5 (63.5)                                                                             | 24.0 (75.2)                                                                             | 29.6 (85.3)                                                                             | 31.4 (88.5)                                                                             | 33.7 (92.7)                                                                             | 31.5 (88.7)                                                                             | 27.7 (81.9)                                                                             | 18.2 (64.8)                                                                             | 13.4 (56.1)                                                                             | 10.8 (51.4)                                                                             | 33.7 (92.7)                                                                             |
| Trung bình ngày tối đa °C (°F)                                                          | −2.4 (27.7)                                                                             | −2.7 (27.1)                                                                             | 1.5 (34.7)                                                                              | 8.7 (47.7)                                                                              | 15.8 (60.4)                                                                             | 19.6 (67.3)                                                                             | 22.5 (72.5)                                                                             | 20.5 (68.9)                                                                             | 14.8 (58.6)                                                                             | 8.6 (47.5)                                                                              | 2.6 (36.7)                                                                              | −0.7 (30.7)                                                                             | 9.1 (48.4)                                                                              |
| Trung bình ngày °C (°F)                                                                 | −5 (23)                                                                                 | −5.7 (21.7)                                                                             | −1.9 (28.6)                                                                             | 4.1 (39.4)                                                                              | 10.4 (50.7)                                                                             | 14.6 (58.3)                                                                             | 17.7 (63.9)                                                                             | 15.8 (60.4)                                                                             | 10.7 (51.3)                                                                             | 5.6 (42.1)                                                                              | 0.4 (32.7)                                                                              | −3.2 (26.2)                                                                             | 5.3 (41.5)                                                                              |
| Tối thiểu trung bình ngày °C (°F)                                                       | −8.1 (17.4)                                                                             | −8.9 (16.0)                                                                             | −5.4 (22.3)                                                                             | −0.2 (31.6)                                                                             | 4.8 (40.6)                                                                              | 9.5 (49.1)                                                                              | 12.6 (54.7)                                                                             | 11.3 (52.3)                                                                             | 6.9 (44.4)                                                                              | 2.7 (36.9)                                                                              | −2.1 (28.2)                                                                             | −6 (21)                                                                                 | 1.4 (34.5)                                                                              |
| Thấp kỉ lục °C (°F)                                                                     | −35.9 (−32.6)                                                                           | −33.3 (−27.9)                                                                           | −27.2 (−17.0)                                                                           | −16.9 (1.6)                                                                             | −5.6 (21.9)                                                                             | −0.6 (30.9)                                                                             | 3.7 (38.7)                                                                              | 0.4 (32.7)                                                                              | −7.3 (18.9)                                                                             | −14.5 (5.9)                                                                             | −20.8 (−5.4)                                                                            | −32.3 (−26.1)                                                                           | −35.9 (−32.6)                                                                           |
| Lượng Giáng thủy trung bình mm (inches)                                                 | 54 (2.1)                                                                                | 37 (1.5)                                                                                | 37 (1.5)                                                                                | 32 (1.3)                                                                                | 39 (1.5)                                                                                | 61 (2.4)                                                                                | 66 (2.6)                                                                                | 79 (3.1)                                                                                | 64 (2.5)                                                                                | 82 (3.2)                                                                                | 73 (2.9)                                                                                | 58 (2.3)                                                                                | 682 (26.9)                                                                              |
| Số ngày mưa trung bình                                                                  | 23                                                                                      | 20                                                                                      | 17                                                                                      | 12                                                                                      | 12                                                                                      | 14                                                                                      | 13                                                                                      | 15                                                                                      | 16                                                                                      | 18                                                                                      | 21                                                                                      | 24                                                                                      | 205                                                                                     |
| Số giờ nắng trung bình tháng                                                            | 38                                                                                      | 74                                                                                      | 131                                                                                     | 196                                                                                     | 275                                                                                     | 266                                                                                     | 291                                                                                     | 219                                                                                     | 143                                                                                     | 84                                                                                      | 37                                                                                      | 26                                                                                      | 1.780                                                                                   |
| Phần trăm nắng có thể                                                                   | 17                                                                                      | 28                                                                                      | 38                                                                                      | 43                                                                                      | 54                                                                                      | 52                                                                                      | 52                                                                                      | 48                                                                                      | 39                                                                                      | 30                                                                                      | 17                                                                                      | 15                                                                                      | 36                                                                                      |
| Nguồn 1: FMI climatological normals for Finland 1981-2010                               |                                                                                         |                                                                                         |                                                                                         |                                                                                         |                                                                                         |                                                                                         |                                                                                         |                                                                                         |                                                                                         |                                                                                         |                                                                                         |                                                                                         |                                                                                         |
| Nguồn 2: record highs and lows                                                          |                                                                                         |                                                                                         |                                                                                         |                                                                                         |                                                                                         |                                                                                         |                                                                                         |                                                                                         |                                                                                         |                                                                                         |                                                                                         |                                                                                         |                                                                                         |

## Kiến trúc

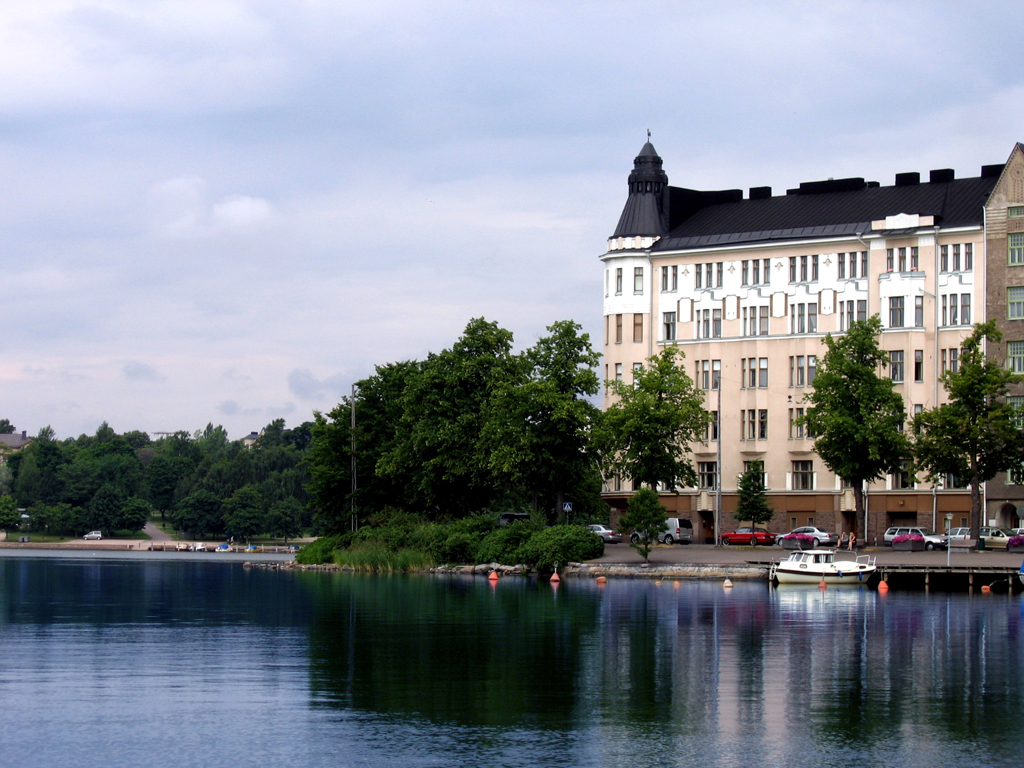
Quang cảnh ngày hè ở Eläintarhanlahti

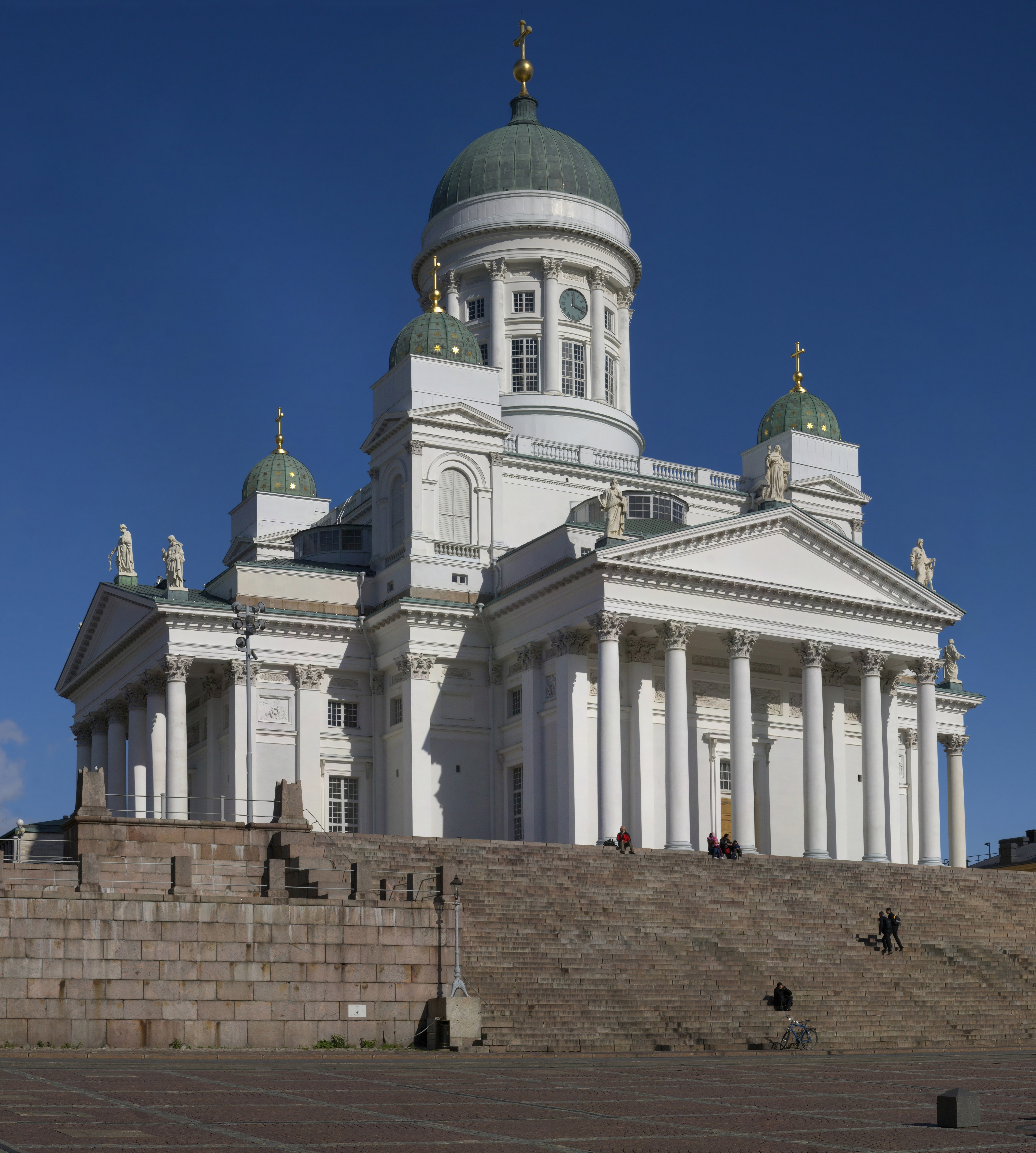
Nhà thờ lớn Helsinki, một trong những công trình biểu tượng của thành phố

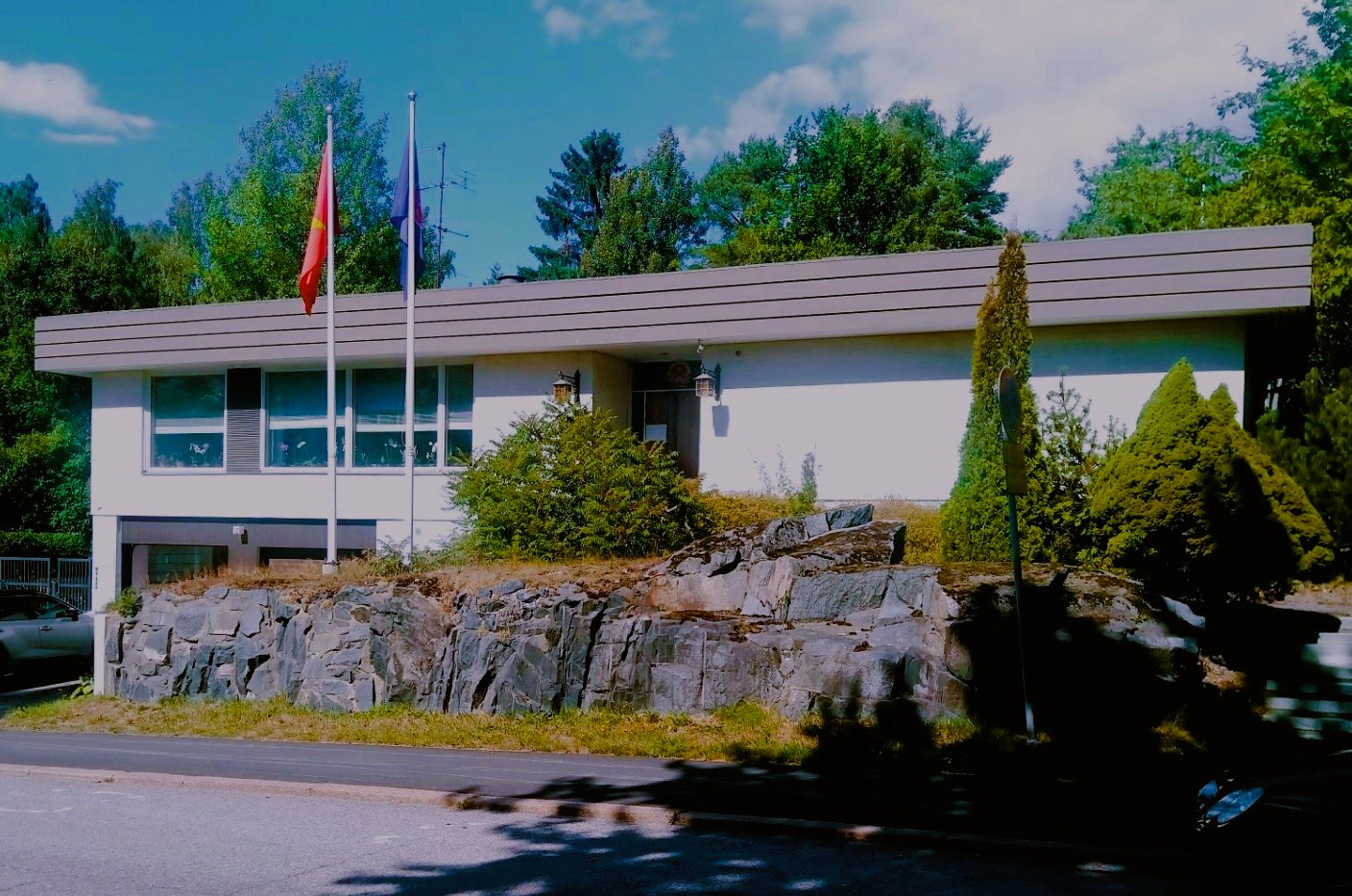
Đại sứ quán Việt Nam tại Kulosaari, Helsinki

Khi được giao toàn quyền thiết kế khu vực trung tâm Helsinki, kiến trúc sư Carl Ludvig Engel đã thiết kế nhiều tòa nhà với phong cách Tân cổ điển. Tiêu điểm trong kế hoạch của Engel là quảng trường Thượng viện (Senate Square). Bao quanh nó là Cung điện Chính phủ (Government Palace) ở phía Đông, Đại học Helsinki ở phía Tây, và nhà thờ lớn (Helsinki Cathedral) - vốn được hoàn thành năm 1852, mười hai năm sau khi Engel qua đời - ở phía Bắc. Một tên gọi của Helsinki, "thành phố trắng phương Bắc", bắt nguồn từ giai đoạn xây dựng này.
Helsinki cũng có nhiều tòa nhà theo phong cách Tân nghệ thuật (Art Nouveau) được xây dựng vào đầu thế kỷ 20 và chịu ảnh hưởng đậm nét từ truyện cổ Kalevala. Phong cách này được thể hiện rõ ở các quận trung tâm như Katajanokka và Ullanlinna. Kiến trúc sư tiêu biểu của phong cách Tân nghệ thuật là Eliel Saarinen, người đã thiết kế Nhà ga Trung tâm Helsinki (Helsinki Central railway station). Những kiến trúc Tân cổ điển ở Helsinki thường gợi nhớ đến quang cảnh ở Leningrad và Moskva, nên chúng thường được sử dụng trong các bộ phim về Liên Xô của Hollywood thời kỳ Chiến tranh lạnh, do không thể quay trực tiếp ở Liên bang Xô Viết. Có thể kể đến các bộ phim như The Kremlin Letter (1970), Reds (1981), và Gorky Park (1983). Dù vậy, chính phủ Phần Lan không phải lúc nào cũng ủng hộ việc sản xuất những bộ phim như vậy ở thủ đô nước mình.
Alvar Aalto là một kiến trúc sư nổi tiếng với phong cách nghệ thuật ứng dụng (functionalism) có nhiều công trình ở Helsinki. Tuy nhiên, một số thiết kế của ông, như văn phòng trụ sở của công ty giấy Stora Enso và nhà hát Finlandia đã gây ra không ít nhiều tranh cãi giữa người dân thành phố. Tuy nhiên, nhiều công trình theo phong cách ứng dụng vẫn được xây dựng trên khắp Helsinki, như Sân vận động Olympic (Olympic Statium), Cung Tennis (Tennispalatsi), Cung thể thao dưới nước (Swimming Stadium), Cung Thủy tinh (Lasipalatsi), Sân thể thao Töölö (Töölö Sport Hall), và sân bay Malmi. Trong số đó, những công trình thể thao được xây dựng để dành cho Thế vận hội mùa hè năm 1940; và dù sự kiện này bị hủy do Thế chiến thứ 2, chúng vẫn đủ điều kiện để sử dụng cho Thế vận hội năm 1952. Những hạng mục này cũng đã được liệt kê như những ví dụ cho phong cách kiến trúc hiện đại bởi DoCoMoMo. Sân vận động Olympic và sân bay Malmi được xếp hạng di sản văn hóa - lịch sử cấp quốc gia của Hiệp hội Văn vật Quốc gia Phần Lan.
Việc xây dựng cao ốc bắt đầu từ thế kỷ 21, khi chính quyền thành phố nới lỏng luật nghiêm cấm xây dựng những tòa nhà chọc trời. Ở thời điểm tháng 4 năm 2017, không có tòa nhà nào ở Helsinki cao quá 100 mét, tuy nhiên một số dự án đã được xúc tiến tại các quận Pasila và Kalasatama. Một cuộc thi quốc tế nhằm chọn ra thiết kế cho ít nhất 10 nhà cao tầng ở Pasila đang diễn ra, với việc xây dựng tòa nhà đầu tiên sẽ bắt đầu trước năm 2020. Ở Kalasatama, 1 tòa nhà cao 35 tầng (130 mét) và 1 tòa cao 32 tầng (122 mét) đang được xây dựng. Các dự án xây các cao ốc 37 tầng (140 mét), 35 tầng (130 mét), 31 tầng (120 mét), và 27 tầng (100 mét) sẽ được tiến hành trong tương lai gần. Dự tính trong 10 năm tới sẽ có khoảng 15 cao ốc được xây dựng ở quận Kalasatama.

## Hành chính

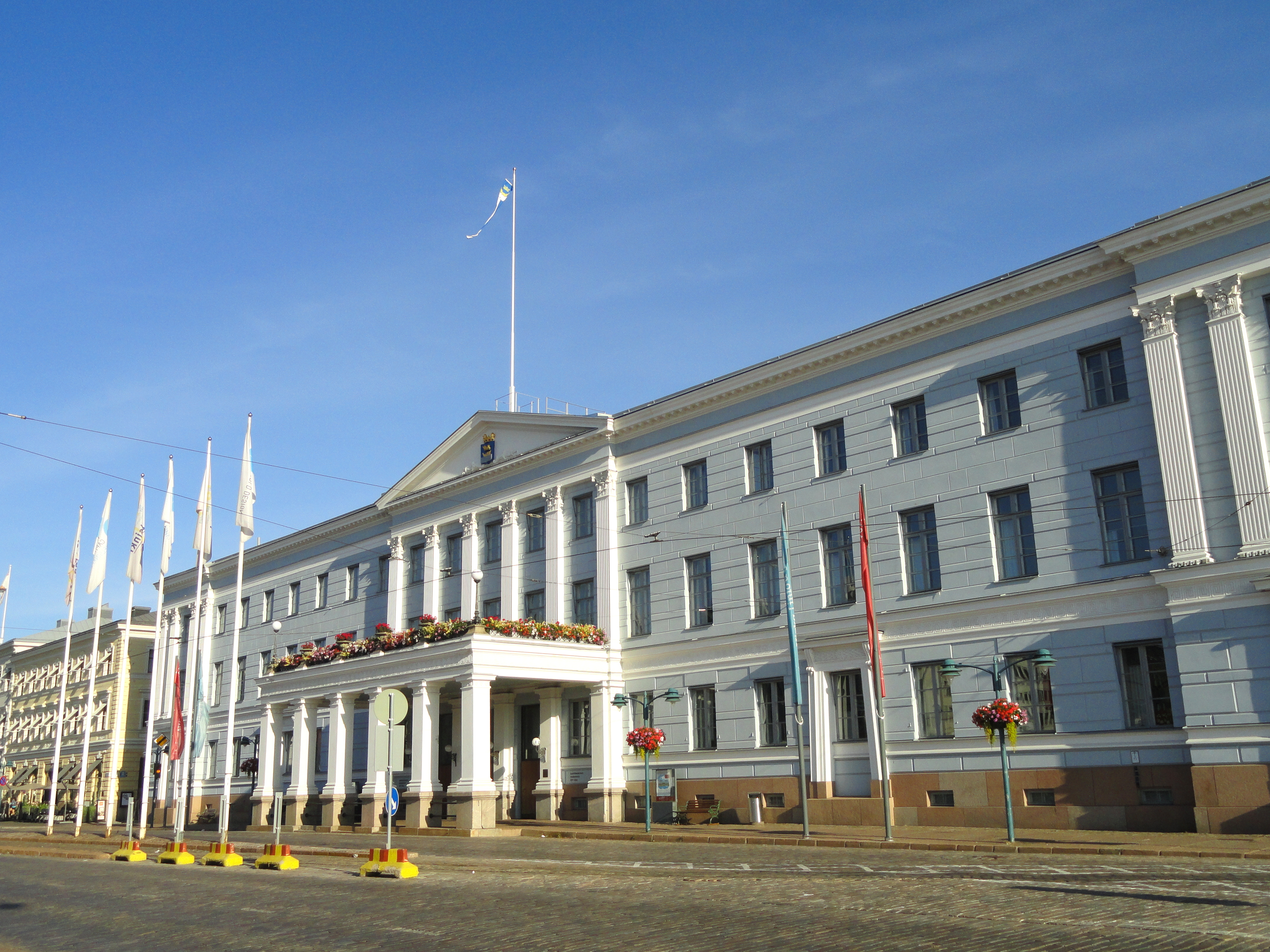
Tòa nhà Thị chính Helsinki

Cũng như các tỉnh thành khác ở Phần Lan, Tòa thị chính thành phố là nơi quyết định hầu hết các vấn đề chủ yếu của Helsinki, từ phát triển đô thị, cơ sở hạ tầng, giáo dục, cho tới chăm sóc sức khỏe và giao thông công cộng. Hội đồng thành phố được bầu mỗi bốn năm trong một cuộc bầu cử cấp quốc gia cùng với các đơn vị hành chính khác của cả nước. Hội đồng thành phố Helsinki bao gồm 85 đại biểu. Sau cuộc bầu cử năm 2017, ba đảng có số đại biểu nhiều nhất bao gồm Đảng Dân chủ xã hội (25), Đảng Liên hiệp xanh (21), và Đảng Dân chủ xã hội (12). Thị trưởng Helsinki hiện nay là ông Jan Vapaavuori.

## Nhân khẩu

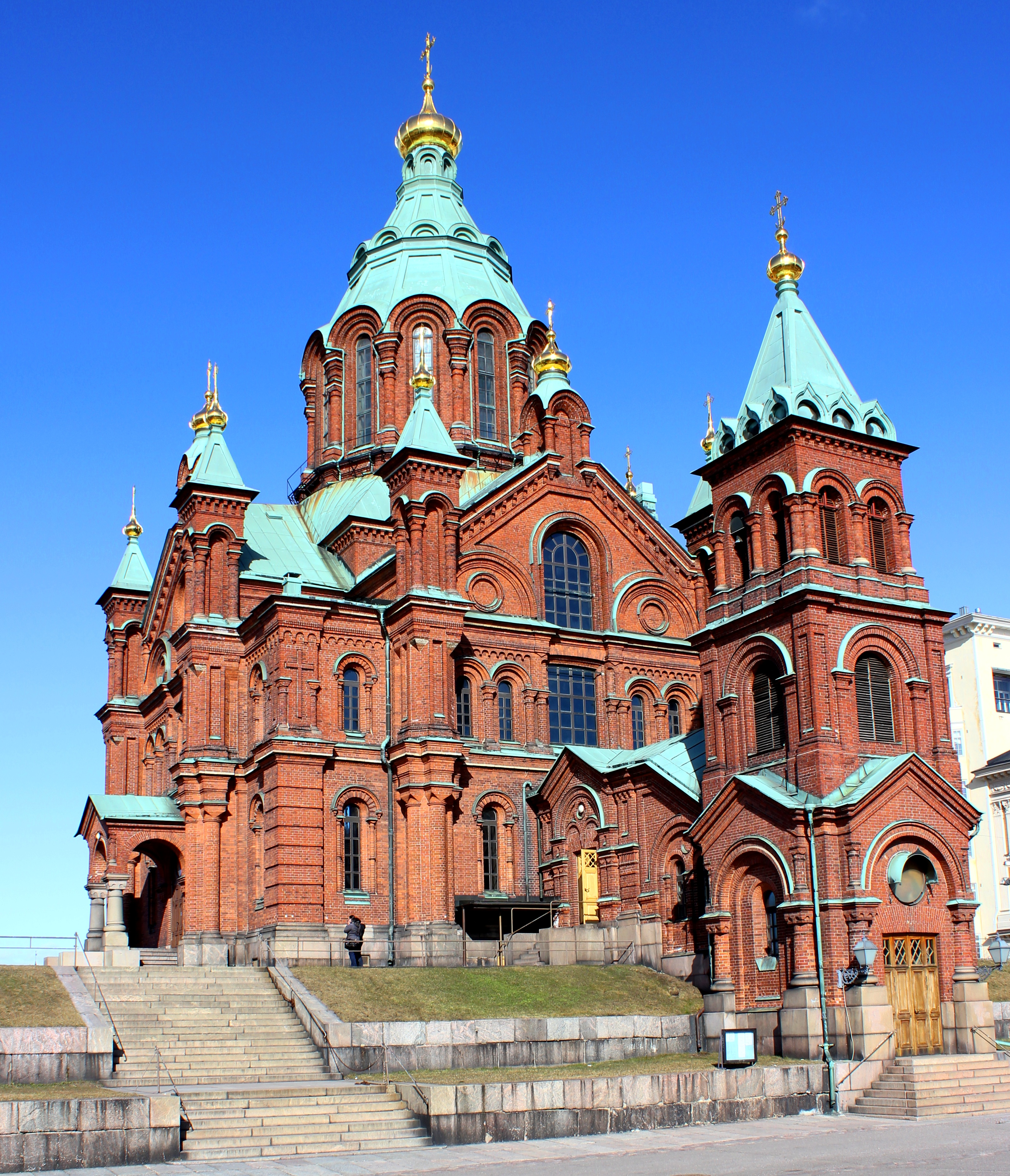
Nhà thờ Uspenski ở quận Katajanokka.

Với 53% dân số là phụ nữ, Helsinki có tỷ lệ nữ cao hơn trung bình của cả nước (51%). Helsinki là thành phố có mật độ dân cư cao nhất của Phần Lan, ở mức 2,739.36 người/km2. Tuổi thọ trung bình của người dân thành phố thấp hơn một chút so với bình quân quốc gia: nam 75.1 tuổi (so với 75.7 tuổi của cả nước), và nữ 81.7 tuổi (so với 82.5 tuổi của cả nước).
Dân số bắt đầu bùng nổ ở Helsinki từ những năm 1810 khi thành phố được chọn làm thủ đô thay thế cho Turku, và liên tục tăng chỉ trừ một giai đoạn ngắn do nội chiến Phần Lan. Từ sau chiến tranh thế giới thứ 2 cho tới những năm 70 của thế kỷ 20, dân số tăng nhanh do làn sóng di cư từ vùng nông thôn. Đặc biệt, trong khoảng năm 1944 cho tới năm 1969, dân số đã tăng gấp đôi từ 275,000 người  lên tới 525,600 người.
Tuy nhiên, từ những năm 60 cho tới hiện nay, mức tăng trưởng dân số đã bắt đầu chậm lại. Chi phí sinh hoạt đắt đỏ và sự thiếu hụt nhà ở đã khiến một phần lớn dân cư chuyển sang sinh sống ở các đô thị lân cận như Espoo và Vantaa. Trong vòng 60 năm, dân số của Espoo đã tăng gấp 9 lần, từ 22,874 người lên 244,353 người vào năm 2009. Trong cùng giai đoạn, Vantaa thậm chí còn chứng kiến mức tăng trưởng thần tốc hơn: từ 14,976 người năm 1950 lên 197,663 người năm 2009, tức gấp 30 lần. Sự phân bổ dân cư đã khiến các đô thị trong vùng thủ đô phải thắt chặt hợp tác với nhau trên các lĩnh vực như giao thông công cộng và xử lý rác thải. Sự thành lập Văn phòng Giao thông Khu vực Helsinki (Helsinki Regional Transport Authority - HSL) là kết quả trực tiếp từ quá trình này. Hiện nay, nhiều người dân làm việc ở Helsinki sinh sống ở các khu vực còn xa hơn trước, thậm chí ở cả các thành phố miền trung như Lohja, Hämeenlinna, và Lahti.

### Ngôn ngữ

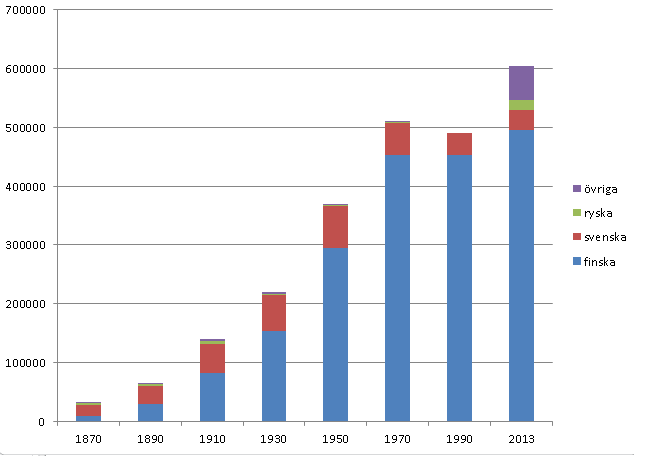
Phân bổ dân cư theo tiếng mẹ đẻ từ năm 1870 tới năm 2013. Trong giai đoạn này, có thể thấy rõ sự chuyển dịch từ tiếng Thụy Điển sang tiếng Phần Lan.
Tiếng Phần Lan
Tiếng Thụy Điển
Tiếng Nga
Ngôn ngữ khác

Hai ngôn ngữ chính thức của Helsinki là tiếng Phần Lan và tiếng Thụy Điển. Từ năm 1890, tiếng Phần Lan đã vượt qua tiếng Thụy Điển để trở thành ngôn ngữ mẹ đẻ được sử dụng nhiều nhất. Hiện nay, có 79.1% dân số nói tiếng Phần Lan và 5.7% nói tiếng Thụy Điển. 15.3% dân cư có tiếng mẹ đẻ không phải là một trong hai ngôn ngữ trên.

### Nhập cư
Là cửa ngõ quan trọng kết nối Phần Lan với phần còn lại của thế giới, Helsinki là thành phố có số lượng dân nhập cư cao nhất của cả nước. Có hơn 140 sắc tộc khác nhau đang sinh sống tại đây, chủ yếu là Thụy Điển, Nga, Estonia, Somalia, Trung Quốc, Iraq, Tây Ban Nha, Đức, Pháp, Việt Nam, và Thổ Nhĩ Kỳ. Người dân có nguồn gốc ngoại quốc chiếm 9.5% tổng dân số, trong khi tổng số dân nhập cư chiếm 15.5%. Một nghiên cứu vào năm 2017 cho thấy có 98,269 cư dân thành phố có tiếng mẹ đẻ không phải là một trong các ngôn ngữ chính thức của Phần Lan (gồm tiếng Phần Lan, tiếng Thụy Điển và tiếng Sami). Một phần ba tổng số dân nhập cư của toàn Phần Lan hiện đang sống ở Helsinki.

## Kinh tế
Toàn Vùng Thủ đô tạo ra gần một phần ba tổng GDP của Phần Lan. GDP bình quân đầu người cao hơn 1.3 lần mức trung bình của cả nước. Công nghệ thông tin hiện tại là một trong những ngành mũi nhọn của Helsinki. Các ngành công nghiệp nặng như đóng tàu, dù không còn vai trò quan trọng như trước, vẫn thuê một lượng lớn lao động và đóng góp vào thu nhập chung của thành phố.
Trong số 100 công ty lớn nhất Phần Lan, có 83 đặt trụ sở chính trong Vùng Thủ đô. Bên cạnh đó, hai phần ba trong số 200 người có mức lương cao nhất Phần Lan hiện sinh sống ở khu vực này, riêng ở Helsinki có 86 người. Thu nhập trung bình của 50 người có thu nhập cao nhất là 1.65 triệu euro.